# Renatus Lwamosa Butibubage
Renatus Lwamosa Butibubage (* 3. April 1918 in Mwanza, Tansania; † 2. Oktober 1998) war Bischof von Mwanza.

## Leben
Renatus Lwamosa Butibubage empfing nach dem Studium der Katholischen Theologie und Philosophie am 22. August 1948 das Sakrament der Priesterweihe.
Am 19. Dezember 1959 ernannte ihn Papst Johannes XXIII. zum Titularbischof von Casius und bestellte ihn zum Weihbischof in Mwanza. Papst Johannes XXIII. spendete ihm am 8. Mai 1960 im Petersdom in Rom die Bischofsweihe; Mitkonsekratoren waren der emeritierte Bischof von Sankt-Lorenz-Golf, Napoléon-Alexandre Labrie CIM, und der Weihbischof in New York, Fulton John Sheen.
Am 18. Dezember 1965 ernannte ihn Papst Paul VI. zum Bischof von Mwanza. Am 18. November 1987 nahm Papst Johannes Paul II. das von Renatus Lwamosa Butibubage aus Gesundheitsgründen vorgebrachte Rücktrittsgesuch an.
Renatus Lwamosa Butibubage nahm an der ersten und vierten Sitzungsperiode des Zweiten Vatikanischen Konzils teil.